# Limonia yakushimensis
Limonia yakushimensis is een tweevleugelige uit de familie steltmuggen (Limoniidae). De soort komt voor in het Palearctisch gebied.